# A magyar labdarúgó-válogatott mérkőzései 1940-ben
A magyar labdarúgó-válogatottnak 1940-ben nyolc találkozója volt, ebből csak a Svájc elleni volt Európa-kupa mérkőzés. A történelem játéka furcsa dolgokra képes: Sárvári Ferenc 1939 októberében még a román válogatott tagjaként rúgott gólt a magyar válogatottnak, 1940-ben már a magyar csapatban a horvátoknak lőtt gólt. De ezen is túltett, hogy a májusi horvát csapatból öt játékos szeptemberben jugoszláv, majd négyen december 8-án ismét horvát válogatottként játszottak a magyar csapat ellen.
Szövetségi kapitány:
- Ginzery Dénes

## Eredmények
| 226. mérkőzés 1940. március 31. Európa-kupa | Magyarország            | 3 – 0             | Svájc | FTC-pálya, Budapest Nézőszám: 32 000 Játékvezető: Milenko Podubski (YUG) |
| 226. mérkőzés 1940. március 31. Európa-kupa | Sárosi 25' 63' Sütő 32' | (2 – 0) Részletek |       | FTC-pálya, Budapest Nézőszám: 32 000 Játékvezető: Milenko Podubski (YUG) |

| 227. mérkőzés 1940. április 7. | Németország           | 2 – 2             | Magyarország            | Olimpiai Stadion, Berlin Nézőszám: 102 000 Játékvezető: Louis Baert (BEL) |
| 227. mérkőzés 1940. április 7. | Gauchel 3' Binder 25' | (2 – 2) Részletek | Toldi 4' Sárosi III 45' | Olimpiai Stadion, Berlin Nézőszám: 102 000 Játékvezető: Louis Baert (BEL) |

| 228. mérkőzés 1940. május 2. | Magyarország | 1 – 0             | Horvátország | FTC-pálya, Budapest Nézőszám: 15 000 Játékvezető: Constantin Rădulescu (ROM) |
| 228. mérkőzés 1940. május 2. | Dudás 86'    | (0 – 0) Részletek |              | FTC-pálya, Budapest Nézőszám: 15 000 Játékvezető: Constantin Rădulescu (ROM) |

| 229. mérkőzés 1940. május 19. | Magyarország           | 2 – 0             | Románia | FTC-pálya, Budapest Nézőszám: 20 000 Játékvezető: Mika Popović (YUG) |
| 229. mérkőzés 1940. május 19. | Sárosi 73' Gyetvai 74' | (0 – 0) Részletek |         | FTC-pálya, Budapest Nézőszám: 20 000 Játékvezető: Mika Popović (YUG) |

| 230. mérkőzés 1940. szeptember 29. | Magyarország | 0 – 0 | Jugoszlávia | FTC-pálya, Budapest Nézőszám: 20 000 Játékvezető: Alois Beranek (GER) |
| 230. mérkőzés 1940. szeptember 29. | Részletek    |       |             | FTC-pálya, Budapest Nézőszám: 20 000 Játékvezető: Alois Beranek (GER) |

| 231. mérkőzés 1940. október 6. | Magyarország            | 2 – 2             | Németország              | FTC-pálya, Budapest Nézőszám: 36 000 Játékvezető: Generoso Dattilo (ITA) |
| 231. mérkőzés 1940. október 6. | Kiszely 31' Kincses 61' | (1 – 1) Részletek | Lehner 24' Hahnemann 58' | FTC-pálya, Budapest Nézőszám: 36 000 Játékvezető: Generoso Dattilo (ITA) |

| 232. mérkőzés 1940. december 1. | Olaszország  | 1 – 1             | Magyarország | Luigi Ferraris Stadion, Genova Nézőszám: 35 000 Játékvezető: Peco Bauwens (GER) |
| 232. mérkőzés 1940. december 1. | Trevisan 14' | (1 – 0) Részletek | Bodola 62'   | Luigi Ferraris Stadion, Genova Nézőszám: 35 000 Játékvezető: Peco Bauwens (GER) |

| 233. mérkőzés 1940. december 8. | Horvátország | 1 – 1             | Magyarország | Građanski-stadion, Zágráb Nézőszám: 8 000 Játékvezető: Giuseppe Scarpi (ITA) |
| 233. mérkőzés 1940. december 8. | Welfl 10'    | (1 – 1) Részletek | Sárvári 25'  | Građanski-stadion, Zágráb Nézőszám: 8 000 Játékvezető: Giuseppe Scarpi (ITA) |

## Külső hivatkozások
- A magyar válogatott összes mérkőzése (magyarul)
- A magyar válogatott a soccerbase-en (angolul)
- A magyar válogatott mérkőzései (1940)

## Lásd még
- A magyar labdarúgó-válogatott mérkőzései (1930–1949)
- A magyar labdarúgó-válogatott mérkőzései országonként